# Srpina
Srpina (německy Serpina) je říčka, která pramení na území okresu Chomutov, protéká okresem Most a v Obrnicích  tvoří pravobřežní přítok řeky Bíliny. Srpina odvodňuje jižní, velmi suchou část mosteckého okresu. Délka Srpiny činí 28,2 km. Plocha povodí měří 190,6 km².

## Průběh toku
Srpina pramení severně od Pesvic v nadmořské výšce cca 330 m. Nejprve směřuje východním až jihovýchodním směrem přes obec Strupčice do Hošnic, kde se do ní zprava vlévá Hošnický potok. Dále protéká obcí Malé Březno, za ním se zprava vlévá Sušanský potok, severně míjí obec Havraň, protéká osadou Nemilkov a obcí Lišnice, kde se před ní zleva vlévá Slatinský potok. Následují Polerady, pod nimiž se její tok postupně obrací na severovýchod. Zhruba 2 km pod touto obcí přijímá říčka zprava Počeradský potok a o několik desítek metrů níže do ní ústí rovněž zprava Bečovský potok. Tok Srpiny směřuje kolem bývalé osady Stránce, za nimi se zprava vlévá Zaječický potok a zleva Vtelenský potok, pak teče přes osadu Sedlec, kde se zprava vlévá Korozlucký potok a o něco dál rovněž zprava Lužický potok. Pak Srpina pokračuje do Patokryj, přes Obrnice, kde se zprava vlévá do řeky Bíliny.

## Fauna
Původní koryta mnoha toků na Mostecku byla z velké části zlikvidována důlní těžbou. Pro uvolnění a zabezpečení důlních polí i zakládaných výsypek bylo nutno toky přeložit a regulovat a zároveň vybudovat ochranné nádrže pro snížení povodňových průtoků. Těmto úpravám se nevyhnula ani Srpina. Přesto se v jejím dolním toku na korozluckém katastru dochovala niva, která významná výskytem společenstev mokřadního a vodního charakteru.
Z živočichů na řece Srpině byly identifikovány např. nutrie říční, hryzec vodní, kachna divoká, potápka, volavka popelavá, čáp bílý, čáp černý, polák chocholačka, ledňáček říční. Z ryb zde žije kapr obecný, amur bílý, cejn velký, cejnek malý, hrouzek obecný, jelec jesen, jelec proudník, jelec tloušť, ježdík obecný, karas stříbřitý, ouklej obecná, perlín ostrobřichý, plotice obecná, podoustev říční, candát obecný, okoun říční, sumec velký, štika obecná a úhoř říční, z obojživelníků skokan zelený, skokan hnědý, ropucha obecná, rosnička zelená.
Po této říčce je pojmenováno i jedno ze dvou sdružení obcí v jižní části mosteckého okresu Svazek obcí Srpina - okres Most.